# Venuše z Brassempouy
Venuše z Brassempouy nebo také Dáma s kapucí je fragment sošky vyřezané z mamutího klu, nalezený na jihozápadě Francie. Artefakt patří ke kultuře gravettien a jeho stáří se odhaduje na 25 000 let. Je jedním z nejstarších známých zobrazení lidské tváře.
Hlavičku objevil roku 1894 Édouard Piette v jeskyni Grotte du Pape nedaleko obce Brassempouy ve francouzském departementu Landes. Podle obdobných nálezů v okolí odborníci předpokládají, že hlava byla časem odlomena z původní sošky znázorňující celou postavu. Od jiných paleolitických sošek se Venuše z Brassempouy liší realističtějším pojetím. Hlava měří 3,65 cm na výšku, 2,2 cm na délku a 1,9 cm na šířku. Hovoří se o ní v ženském rodě, i když její skutečné pohlaví není jisté. V horní a zadní části hlavy je naznačena splývající síťka, která může být účesem nebo pokrývkou hlavy. Na obličeji jsou zřetelné známky skarifikace. Ústa nejsou vyřezána, což vede k dohadům, že práce na soše nebyla dokončena.
Hlava je uložena v archeologickém muzeu Saint-Germain-en-Laye. Je podle ní také pojmenováno muzeum Maison de la Dame de Brassempouy v dějišti objevu, kde je uložena její replika. V roce 1976 byla Dáma s kapucí vyobrazena na francouzské poštovní známce.